# اتحاد كتاب المغرب
اتحاد كتاب المغرب جمعية ثقافية، تأسست سنة 1960، تجمع كُتاب ومثقفي المملكة المغربية، وتعمل على دعم الممارسة الثقافية وترشيدها. من مهامها تقديم جائزة اتحاد كتاب المغرب للأدباء الشباب.

## تاريخ
استقر رأي نخبة من المغاربة سنة 1960 على دعوة زملائهم المغاربيين إلى الالتفاف حول هيئة ثقافية مستقلة تدافع عن حقوقهم وتشخص طموحهم إلى ترشيد الممارسة الثقافية الملتزمة بآفاق قومية وطنية.
بين 1961 و1968 أخذ الدكتور محمد عزيز الحبابي، الكاتب والفيلسوف المغربي، صحبة لفيف من رفاقه النشيطين، على عاتقهم تكريس عمل جمعوي غير مسبوق في المغرب، له مقر ثابت (دار الفكر)، ونشرة ثقافية دورية (مجلة آفاق).
في حقبة السبعينات (1968-1976) برز في الواجهة اسمٌ بارزٌ في الحركة الثقافية الوطنية، وهو الأستاذ عبد الكريم غلاب. وسيكون عليه كرئيس جديد لاتحاد كتاب المغرب، أن يقدم الترجمة الملموسة لتوصيات المؤتمر الثاني الذي شهدت وقائعه قاعة مدارس محمد الخامس بالرباط.
وعندما تحل أواسط السبعينات، ستكون الشروط قد نضجت لتحويل اتجاه الاتحاد نحو ممارسة أكثر راديكالية والتزاما، وذلك بتقلد الأستاذ محمد برادة، أحد أبرز الوجوه الثقافية الاشتراكية بالمغرب، لرئاسة الاتحاد (1976-1983).
هذا التنظيم الثقافي ظل مهمشا من طرف الدولة طيلة عقود لاعتبارت سياسية لها علاقة بالوضع العام الذي عاشه المغرب خلال مرحلة السبعينات والثمانينات من القرن الماضي حتى آواخر التسعينات وهي مرحلة عرفت موجة قمع واسعة ذهب ضحيتها العديد من الكتاب والمثقفين المغاربة الذين كانوا يعتبرون معارضين للنظام، فإن وضعية الاتحاد أصبحت مختلفة اليوم، فهو المخاطب الرسمي للسلطة، ويتمتع بصفة جمعية ذات نفع عام تتمتع بدعم مالي من الدولة ويتلقى كل التسهيلات من طرف الجهات  الوصية على الشأن الثقافي والفني بالمغرب.
بعد سلسلة طويلة من الصراع الداخلي في اتحاد كتاب المغرب، في 24 أكتوبر 2009 قرر المكتب التنفيذي للاتحاد إقالة رئيسه السيد عبد الحميد عقار. وتولى الكاتب عبد الرحيم العلام قيادة الاتحاد.

## العضوية
عند تأسيس هذه المؤسسة سنة 1960 يوم كان عدد الأدباء والكتاب قليلا، وكانت العضوية مفتوحة على الشعراء والقصاصين والروائيين والمفكرين، ولكن أيضا على نشطاء الفن الغنائي والموسيقي والممارسة الثقافية.
العضوية يبث فيها المكتب المركزي لاتحاد كتاب المغرب. وذلك بعد التوصل بطلبات خطية من الراغبين في ذلك، ويحدث أن يستشير المكتب مختصين ونقاد من خارج أعضائه، كما يقبل تزكيات مكتوبة من أعضاء مكرسين وذوي قيمة. وحتى في الحالات السلبية، فإن الاتحاد لا يعلن عن رفضه منح العضوية لأحد، بل يتعلق الأمر دائما بتأجيل البث في العضوية إلى أن تنضج تجربة كاتب مبتدئ أو يؤكد كاتب له قيمة حضوره في ساحة الإنتاج والنشر والتواصل الثقافي.

## أنشطة الاتحاد
الاتحاد هو اليوم ممثل في عدد من المؤسسات الدستورية والوطنية مثل المجلس الأعلى للإنعاش الوطني، والمجلس الأعلى للتعمير وعضو في المجلس الاستشاري لحقوق الإنسان، وعضو في لجنة قراءة الأعمال الدرامية في التلفزيون المغربي، وعضو في لجنة المصادقة على الكتاب المدرسي، وعضو في الأمانة العامة للائتلاف المغربي للثقافة والفنون، وعضو في الجمعية المغربية لأخلاقيات مهنة الصحافة، وعضو في اللجنة المختصة في الأخلاقيات الاعلامية التي كانت قد دعت إليها النقابة الوطنية للصحافة المغربية، والاتحاد عضو أيضا في اللجنة الوطنية للتضامن مع الشعبين، الفلسطيني، والعراقي، كما أنه أصبح عضوا في الأمانة العامة للاتحاد العام للأدباء والكتاب العرب.